# Pringle (Familienname)
Pringle ist ein ursprünglich schottischer Familienname.

## Herkunft und Bedeutung
Pringle ist ein Herkunftsname, der sich von einem Hopringle oder Pringle genannten Ort in der schottischen Grafschaft Roxburghshire ableitet.

## Namensträger
- Aileen Pringle (1895–1989), US-amerikanische Schauspielerin
- Andrew Seth Pringle-Pattison (1856–1931), schottischer Philosoph
- Anne Fyfe Pringle (* 1955), britische Diplomatin
- Benjamin Pringle (1807–1887), US-amerikanischer Politiker
- Byron Pringle (* 1993), US-amerikanischer American-Football-Spieler
- Caitlin Pringle (* 1993), schottische Badmintonspielerin
- Carrie Pringle (1859–1930), schottische Opernsängerin (Sopran)
- Cyrus Guernsey Pringle (1838–1911), US-amerikanischer Botaniker
- David Pringle (* 1950), schottischer Herausgeber
- Denys Pringle (* um 1950), britischer Archäologe und Hochschullehrer
- Heather Pringle (* 1952), kanadische Wissenschaftsautorin und Journalistin
- Heather L. Pringle, US-amerikanische Generalmajorin
- James Pringle (* 1949), britischer Astrophysiker
- James Hogarth Pringle (1863–1941), australischer Chirurg
- Joan Pringle (* 1945), US-amerikanische Schauspielerin
- Joel Pringle (1873–1932), US-amerikanischer Vizeadmiral
- John Pringle (1707–1782), britischer Arzt
- John James Pringle (1855–1922), britischer Dermatologe
- John William Sutton Pringle (1912–1982), britischer Zoologe
- Mark Pringle (* 1991), britischer Musiker
- Martin Pringle (* 1970), schwedischer Fußballspieler und -trainer
- Mike Pringle (Politiker) (* 1945), schottischer Politiker
- Mike Pringle (Footballspieler) (Michael A. Pringle; * 1967), US-amerikanischer Canadian- und American-Football-Spieler
- Thomas Pringle (Schriftsteller) (1789–1834), schottisch-südafrikanischer Schriftsteller
- Thomas Pringle (Politiker) (* 1967), irischer Politiker
- Tim Pringle (* 2002), niederländischer Cricketspieler
- Tony Pringle (1936–2018), britisch-amerikanischer Jazzmusiker
- Valentine Pringle (1937–1999), US-amerikanischer Komponist, Sänger und Schauspieler